# Geschnürte Jungfrau

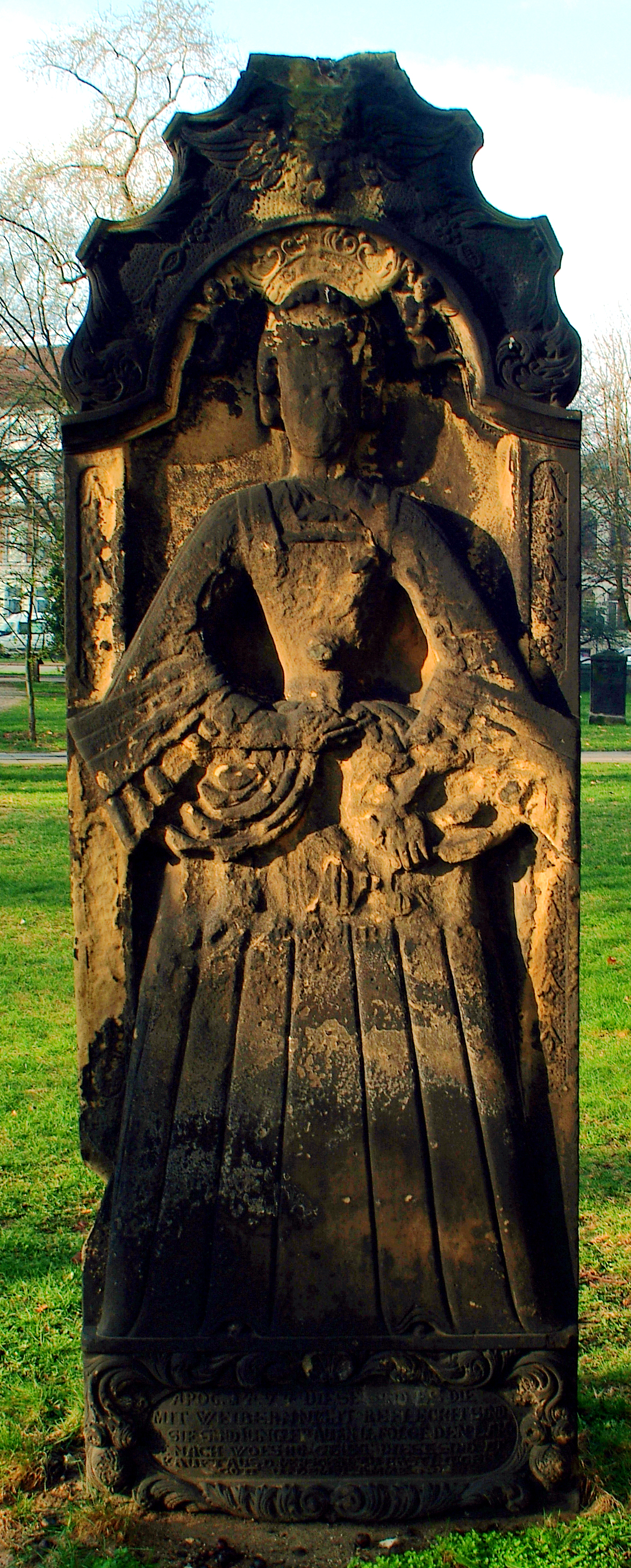
Die geschnürte Jungfrau mit ihrem Korsett

Als Geschnürte Jungfrau wird ein Grabmal aus dem frühen 18. Jahrhundert bezeichnet. Es steht in Hannover auf dem Neustädter Friedhof und zeigt eine halb-plastische, überlebensgroße Abbildung der Anna Margareta Borcherding (1701–1716).

## Geschichte
Anna Margareta wurde 1701 in der seinerzeitigen Residenzstadt des Kurfürstentums Hannover geboren als jüngste Tochter des Pferdearztes Johann Albrecht Borcherding.
Nach der Legende hat sich die Jungfrau aus der Calenberger Neustadt, um schöner zu wirken, aus Eitelkeit eine stets enge Taille geschnürt und sei dadurch schließlich, kaum 15-jährig, zu Tode gekommen. Als warnendes Zeichen für alle eitlen und schlankheitsbesessenen Frauen sei deshalb das Abbild der Verstorbenen in vornehmer Kleidung und mit extrem enger Taille in Stein gehauen worden.
Dazu der Volksmund:

„Wer wohl in unserer Leinestadt

die allerschönste Taille hat?

Es ist ein Mädchen, blond von Haar,

sie liegt jetzt auf der Totenbahr,

Warum? Das diene dir zur Lehr':

Sie schnürte das Korsett zu sehr!“

Die Geschnürte Jungfrau steht Auge in Auge gegenüber dem Grabmal des Langen Christoffs.